# Death Toll 80k
Death Toll 80k ist eine finnische Death-Metal-, Crustcore- und Grindcore-Band aus Lappeenranta, die im Jahr 2005 gegründet wurde.

## Geschichte
Die Band wurde im März 2005 von dem Sänger Oula Kerkelä und dem Gitarristen Tomi Kareinen gegründet. Kurze Zeit später kam der Bassist Riku Taipale hinzu, der jedoch bereits im Sommer durch Iiro Kerkelä ersetzt wurde. 2006 hielt die Gruppe ihre ersten Auftritte in Lappeenranta ab. Im Mai erschien zudem ein erstes Demo. 2007 wurde der Schlagzeuger Jarkko „Jake“ Siippainen durch Jori Sara-aho ersetzt. 2008 folgten weitere Auftritte, sowie ein weiteres Demo und eine Split-Veröffentlichung im Juni. Nach einer ersten Europatournee, die in Schweden, Deutschland und Tschechien stattfand, verließ der Bassist Kerkelä die Besetzung. 2011 erschien das Debütalbum Harsh Realities. Die LP-Version wurde bei Rødel Records veröffentlicht, die CD-Version erschien bei FDA Rekotz. Hierauf ist Ville Valavuo als Bassist zu hören. 2014 spielte die Gruppe auf dem Maryland Deathfest.

## Stil
In der Biografie auf marylanddeathfest.com wird die Musik der Band als eine Mischung aus Grindcore, Death Metal, Thrash Metal und Crustcore beschrieben. In ihren Texten behandele die Gruppe Themen wie Krieg, die Umwelt und soziale Probleme. Laut Mindaugas Lapinskas von voicesfromthedarkside.de spielt die Band auf Harsh Realities eine Mischung aus Grindcore und Crustcore mit Riffs, die gelegentlich an Slayer erinnern würden. Zudem seien Einflüsse von Bands wie Bolt Thrower, Terrorizer, Insect Warfare und Rot hörbar. Zudem vermische man noch Einflüsse aus dem schwedischen Death Metal. Das Album sei etwa 25 Minuten lang und bestehe aus 23 Liedern, die Themen wie Leiden, Ungerechtigkeit, Tod und Mord behandeln würden. Anders als andere Grincore-Bands sei Death Toll 80k abwechslungsreicher. Adrian Wagner von Powermetal.de fühlte sich beim Hören des Albums an Oldschool-Grindcore der späten 1980er Jahre erinnert, wie er von Napalm Death, Bolt Thrower, Extreme Noise Terror und Heresy gespielt worden sei. Auf dem Album befinde sich die „ungefilterte Urgewalt von Death Metal, Crust- und Grindcore“. Die Geschwindigkeit der Lieder sei immer hoch. Die Songs seien meist sehr kurz, da nur drei Lieder die Zwei-Minuten-Marke überschreiten würden. In der Regel seien die Lieder 30 bis 60 Sekunden lang. Der Gesang seien „[i]nfernalische Screams und bitterböse Growls, die völlig ohne Pitch-Shifter auskommen“. Die Band übe, ähnlich wie Napalm Death, Sozialkritik mit ihren Texten aus.

## Diskografie
- 2006: Demo 2006 (Demo, Eigenveröffentlichung)
- 2008: Demo 2008 (Demo, Eigenveröffentlichung)
- 2008: Human Grind Gargouillement (Split mit Mesrine, Büfo und Violent Gorge, Aggressive Valley Tapes)
- 2009: Archagathus / Death Toll 80k (Split mit Archagathus, Angernoise Records)
- 2009: Hermann Schenker / Death Toll 80k (Split mit Hermann Schenker, Angernoise Records)
- 2011: Harsh Realities (Album, Rødel Records / FDA Rekotz)
- 2012: Death Toll 80k / Positive Bastards (Split mit Positive Bastards, Eigenveröffentlichung)
- 2013: Discography 2007-2012 (Kompilation, Eigenveröffentlichung)
- 2013: Abolish Fur Farms / Dedicate the Death (Split mit Sete Star Sept, B.O.G. Records)
- 2017: Step Down (Album, Svart Records)
- 2021: The Future Is Yours (12", To Live A Lie Records / Bringer Of Gore Records)